# Mit Fried und Freud (Buxtehude)

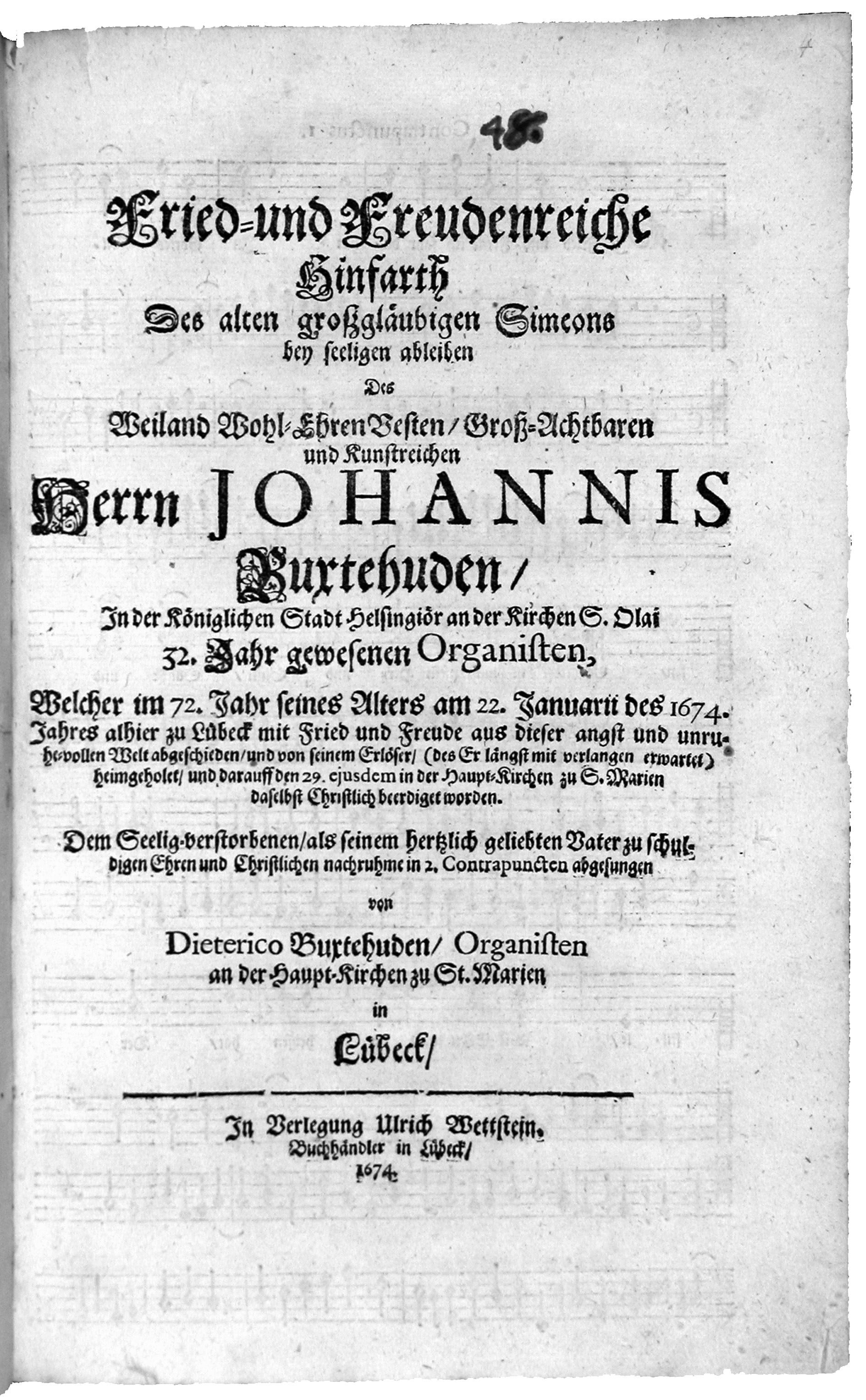
Titelseite der Komposition aus zwei Teilen

Mit Fried und Freud, BuxWV 76, ist eine Trauermusik von Dieterich Buxtehude für seinen Vater, der 1674 starb. Der Komponist bezeichnete sie als „Fried- und Freudenreiche Hinfarth“, als er sie im selben Jahr veröffentlichte. Er verband darin eine frühere Komposition, Mit Fried und Freud (BuxWV 76a), die er 1671 auf den Tod von Menno Hanneken geschrieben hatte, mit dem Klag-Lied (BuxWV 76b), einem Lied in sieben Strophen, „Muß der Tod denn auch entbinden“. Das Werk gehört zu den wenigen, die Buxtehude zu Lebzeiten veröffentlichte.

## Geschichte

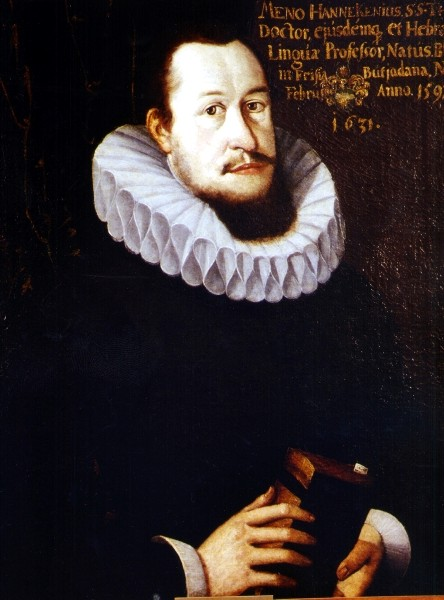
Menno Hanneken

1671 komponierte Buxtehude eine Trauermusik anlässlich des Todes von Menno Hanneken, der in Lübeck Superintendent und Pfarrer an der Marienkirche war, wo Buxtehude seine Abendmusiken aufführte. 1670 hatte Buxtehude einen Kanon, Divertisons nous (BuxWV 124), in das Album amicorum von Hannekens Sohn eingetragen, was gute Beziehungen zwischen ihm und der Familie nahelegt. Buxtehude vertonte Martin Luthers Lied „Mit Fried und Freud ich fahr dahin“, eine deutsche Nachdichtung des Nunc dimittis.
1674 starb Buxtehudes Vater Johann Buxtehude am 22. Januar. Er hatte in Helsingør als Organist gearbeitet, war aber im Ruhestand und nach dem Tod seiner Frau zu seinem Sohn gezogen, möglicherweise 1673. Der Komponist schrieb das Klag-Lied ihm zu Ehren, auf ein Gedicht in sieben Strophen, das er wahrscheinlich selbst verfasst hatte.
Buxtehude veröffentlichte beide Werke zusammen im selben Jahr unter dem Titel „Fried- und Freudenreiche Hinfarth“ bei Ulrich Wettstein, einer von wenigen Drucken zu seinen Lebzeiten.

## Musik
Der erste Teil der Trauermusik, komponiert 1671, besteht aus zwei Sätzen, die beide die Choralmelodie in kunstvollem Kontrapunkt zweimal bearbeiten:
- Contrapunctus I & Evolutio
- Contrapunctus II & Evolutio

Der vierstimmige Satz enthält keine Angaben über die Besetzung. Die Musik kann von einer Orgel oder vier Streichinstrumenten gespielt werden. Der cantus firmus, der im Sopran und im Bass erscheint, kann gesungen werden. Der Sopran beginnt in Contrapunctus I, der Bass übernimmt die zweite Strophe in Evolutio, während der Sopran dazu die Basslinie der ersten Strophe bringt und Alt und Tenor ebenfalls die Stimmen tauschen. Contrapunctus II enthält noch komplexere Kontrapunkttechnik, die in Evolutio II gespiegelt erscheint. Die absichtsvolle Demonstration von Kompositionstechniken wurde mit Johann Sebastian Bachs späterer Kunst der Fuge verglichen.
Die sieben Strophen des Klag-Lieds sind gesetzt, ohne instrumentale Vor- oder Zwischenspiele, für Sopran, zwei nicht näher bezeichnete Streichinstrumente und basso continuo. Die Musikwissenschaftlerin und Buxtehude-Spezialistin Kerala J. Snyder beschreibt den Text als zutiefst persönlich und in der schmerzlichen Musik gut erfasst ("deeply personal in tone, and the sombre music reflects its grief").

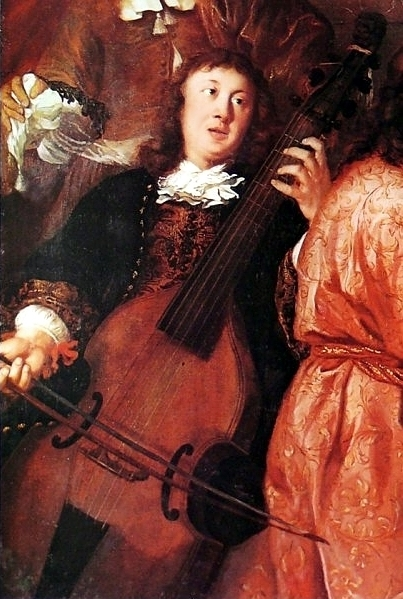
Das einzige Bild des Komponisten Dieterich Buxtehude, das ihn als Gambenspieler zeigt, aus Häusliche Musikszene von Johannes Voorhout (1674)

Während Johann Gottfried Walther davon ausging, dass die Stücke für die Orgel gedacht waren, erwähnt ein Manuskript der Dübensammlung „viole“ (Viola da gamba), woraus geschlossen werden kann, dass die Musik auch von einem Gamben-Consort oder von Geigen und Gamben gespielt werden kann. Die Gambe wurde in Deutschland oft mit Trauermusik verbunden, zum Beispiel spielt ein fünfstimmiges Gamben-Consort nur den Höhepunkt von Buxtehudes Membra Jesu nostri, und eine Gambe begleitet die Arie Es ist vollbracht in Bachs Johannes-Passion.

## Text des Klaglieds
1.

Muß der Tod denn auch entbinden /

Was kein fall entbinden kann?

Muß sich der mir auch entwinden /

Der mir klebt dem Herzen an?

Ach! der Väter trübes scheiden

Machet gahr zu herbes leiden;

Wenn man unsre Brust entherzt

Solches mehr / als tödlich / schmerzt.

2.

Unsre Herzen sind die Väter /

Die bedencken was uns kränckt;

Sie sind unsre Seuffzer-Beter

Für das / was kein Kind nicht denckt /

Sie erkennen diese Seiten

Und der Erden Eitelkeiten;

Drum ihr Ach vom eitlen loß

Hält der Höchste teur und groß.

3.

Solcher ist mir auch gewesen

Mein Herr Vater / welcher mir

Tausend Seegen hat gelesen

vor der reichen Himmels-Tühr

Durch sein flehen / dessen lehren

Und sein sorgen mich verehren

Täglich mit Vergnüglichkeit /

Die noch GOtt Er mir bereit.

4.

Dieser nun wird mir entrissen /

Ach! wie hefftig ist der schmerz

Daß ich den nun muß vermissen, /

Der war meines Herzens Herz!

Dieses soll mein Trost nun werden /

Weil ich leben auff der Erden /

Daß ich seyn in lust und pein

Danckbahr eingedenk will seyn.

5.

Und daß er nun den empfangen /

Den er liebet / seinen Horth:

Deiner warth ich mit verlangen

Dieses war sein leztes Worth.

Sein verlangen ist gestillet /

All sein wünschen ist erfüllet.

IEsu freuden Überfluß

Ich / alß Sohn / Ihm gönnen muß.

6.

Er spielt nun die Freuden-Lieder

Auff des Himmels-Lust-Clavier /

Da die Engel hin und wieder

Singen ein mit süsser Zier.

Hier ist unser Leid-gesänge

Schwarze Noten Traur-Gemenge

Mit viel Kreuzen durchgemischt /

Dorth ist alls mit lust erfrischt. 

7. 

Schlaffe wohl / du Hoch-geliebter

Lebe wol / du Seelge Seel;

Ich dein Sohn / nun Hoch-betrübter

Schreib auff deines Grabes Höl:

Allhie liegt des spielens gaben

Selbsten GOtt erfreuet haben:

Darumb ist sein Geist beglückt

Zu des Himmels Chor entrückt.

## Einspielungen
- Greta De Reyghere, Ricercar Consort, Philippe Pierlot (1990)
- Anima Eterna Brugge & The Royal Consort, Collegium Vocale Gent, Jos van Immerseel (1994)
- Emma Kirkby, John Holloway, Manfredo Kraemer, Jaap ter Linden, Lars Ulrik Mortensen (1997)
- Dieterich Buxtehude: Opera Omnia XVII – Vocal music vol. 7, Amsterdam Baroque Orchestra & Choir, Ton Koopman, (2013)